# Where the Heart Is
Where the Heart Is è una serie televisiva britannica ambientata nella fittizia città di Skelthwaite. Creata da Ashley Pharoah e Vicky Featherstone la serie si concentra sulla vita professionale e personale di un gruppo di infermieri che lavorano in città.
Nell'ottobre 2006 la serie venne cancellata dopo nove anni, nonostante sia stata visualizzata da oltre 7 milioni di spettatori.
La canzone "Where the Heart is" è stata eseguita da Prefab Sprout (scritta e cantata da Paddy McAloon).

## Trama
La serie segue la vita della popolazione di Skelthwaite, una fittizia cittadina dello Yorkshire ed in particolare sul lavoro delle infermiere del distretto sanitario della città.

## Episodi
| Stagioni         | Episodi | Prima TV originale | Prima TV italiana |
| ---------------- | ------- | ------------------ | ----------------- |
| Prima stagione   | 6       | 1997               |                   |
| Seconda stagione | 10      | 1998               |                   |
| Terza stagione   | 14      | 1999               |                   |
| Quarta stagione  | 16      | 2000               |                   |
| Quinta stagione  | 16      | 2001               |                   |
| Sesta stagione   | 12      | 2002               |                   |
| Settima stagione | 9       | 2003               |                   |
| Ottava stagione  | 8       | 2004               |                   |
| Nona stagione    | 10      | 2005               |                   |
| Decima stagione  | 9       | 2006               |                   |

## Cast

### Cast nel 2006
- Lesley Dunlop: Anna Kirkwall
- Jessica Childs-Cavill: Amy Kirkwall
- Molly Martin & Millie Martin: Rachel Kirkwall/Boothe
- Christian Cooke: Luke Kirkwall
- Philip Middlemiss: as David Buckley
- Brian Capron: Ozias Harding
- Andrew Paul: Billy Boothe
- Holly Lucas: Megan Boothe
- Adam Paul Harvey: Nathan Boothe
- Katy Clayton: Samantha Boothe
- Shobna Gulati: Nisha Clayton
- Ian Kelsey: Jack Clayton
- Fiona Wade: Rowan Clayton
- Richard Mylan: Danny Flint
- Taylor Bourke: Cady Flint
- Andrea Lowe: Zoë Phelps
- Joanna Riding: Terri Gough
- Wesley Nelson: Alfie Gough
- Tom Chadbon: Dr. Kenworthy

### Ex membri del cast
- Denise van Outen: Kim Blakeney
- Geraldine Newman: Mrs Murfin
- Katie Riddoch: Molly Beresford
- Pam Ferris: Peggy Snow
- Tony Haygarth: Vic Snow
- Leslie Ash: Karen Buckley
- Keith Barron: Alan Boothe
- Georgia Moffett: Alice Harding
- Kelly Wenham: Jess Buckley
- Julian Lewis Jones: Tom Beresford
- Samantha Giles: Sally Boothe
- Thomas Craig: Simon Goddard
- Sarah Lancashire: Ruth Goddard
- Andrew Knott: Henry Green
- William Ash: Stephen Snow
- Jason Done: Stephen Snow
- Jessica Baglow: Lucy Snow
- Danny Seward: Joe Beresford
- Kerrie Taylor: Beth Enright/Beresford
- Holly Grainger: Megan Boothe
- Marsha Thomason: Jacqui Richards
- Matthew Lewis: Billy Bevan